# Stockerau

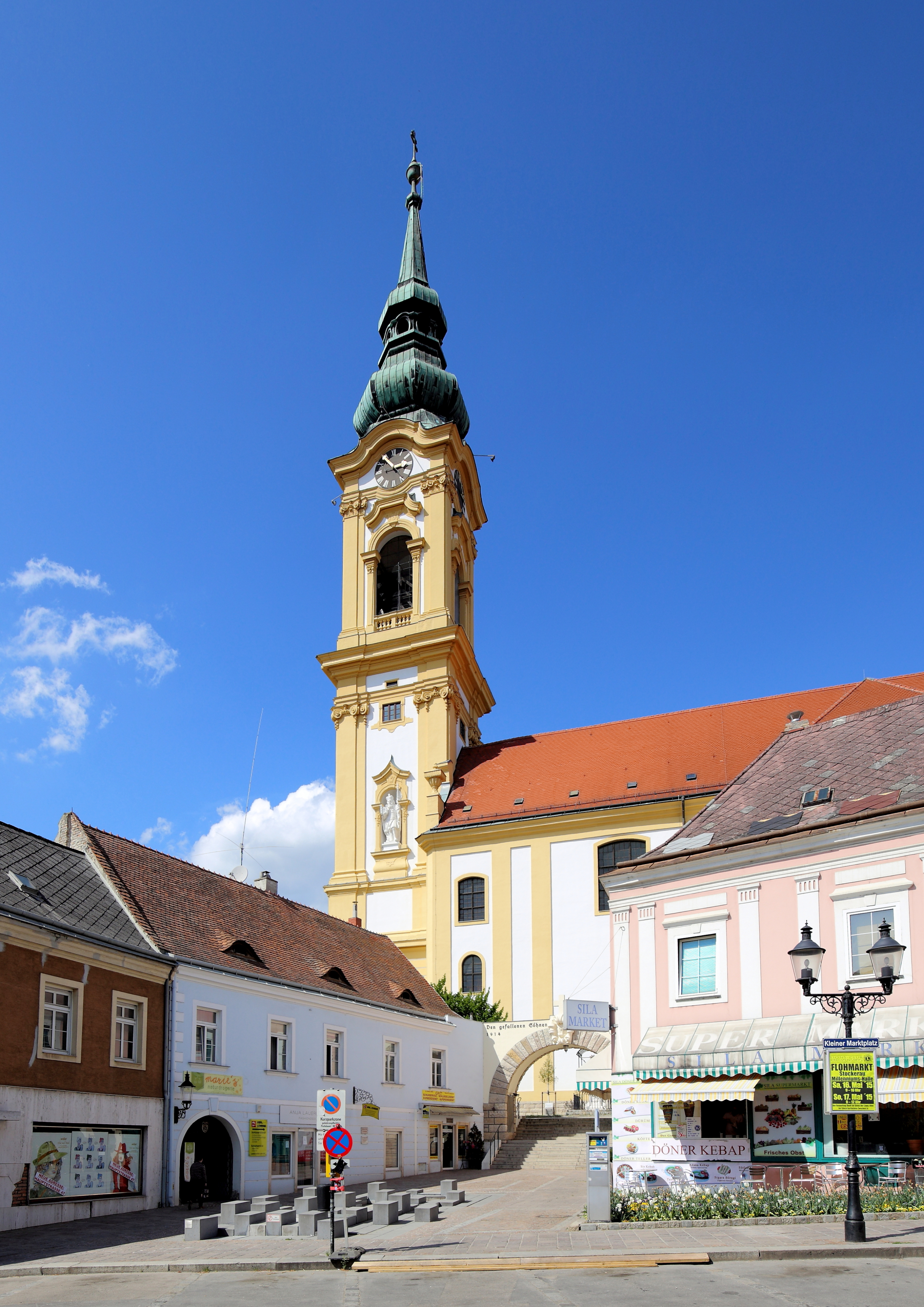

Stockerau (pronunciación en alemán: [ʃtɔkəʁaʊ]) es una ciudad en el distrito de Korneuburg en Baja Austria, Austria.
Cuenta con diversas instalaciones de ocio como son: centro de wellness, centro deportivo con tres gimnasios, judo y tenis de mesa gimnasio, bolera y un estadio de fútbol. Además, hay canchas de tenis interiores y exteriores.
Stockerau ofrece una gama de exposiciones, conciertos, lecturas y veladas de canto en el centro cultural "Belvedereschlößl". En el sótano de este castillo, construido en el siglo XVI y revitalizado por la comunidad de la ciudad en el año 1984, se encuentra el distrito de museos.
San Coloman fue martirizado en 1012, y es conocido como San Coloman de Stockerau.